# اسبهار علیا (آبش احمد)
اسبهار علیا (به ترکی آذربایجانی: یوخاری ایسباهار) یکی از روستاهای استان آذربایجان شرقی است که در دهستان مولان بخش مرکزی شهرستان کلیبر واقع شده‌است.